# Sericesthis armaticeps
Sericesthis armaticeps är en skalbaggsart som beskrevs av Macleay 1871. Sericesthis armaticeps ingår i släktet Sericesthis och familjen Melolonthidae. Inga underarter finns listade i Catalogue of Life.